# Доміціан II
Доміціан (лат. Domitianus; помер 271) — ймовірний узурпатор (претендент на трон) Галльської імперії у 271 році. Про його існування відомо лише з двох монет та декількох непрямих згадок у письмових джерелах.

## Життєпис
Про походження та родину Доміціана II немає відомостей. За деякими свідченнями відзначився у 260 році в боротьбі проти узурпаторів Макріана Старшого та Макріана Молодшого. Згодом впав у немилість римського імператора Галлієна або за власним бажанням перейшов на бік Постума, засновника та першого правителя Галльської імперії. В подальшому дослужився до посади головного військовика.
У 270 році брав участь у змові проти тодішнього імператора Вікторина. У 271 році проголосив себе імператором та виступив проти Тетрика I. Свідченням його правління є лише 2 монети, знайдені у сучасних Франції та Великій Британії. Судячи з цього до влади Доміціана входила значна частина Галлії, Белгіки, провінції Нижня Германія й Британія. Повне ім’я Доміціана є невідомим, а його правління було нетривалим. Ймовірно, загинув у боротьбі з Тетриком.